# Scuderia Lavaggi
Scuderia Lavaggi est une écurie de sport automobile italienne fondée par Giovanni Lavaggi. Elle court sous licence monégasque.

## Historique
En 2006, à l'occasion des 1 000 kilomètres du Nüburgring, l'écurie présente la Lavaggi LS1.
En 2008, l'écurie initialement inscrite pour la saison complète des Le Mans Series,, ne participe qu'à certaines courses.
L'année suivante, l'écurie déclare forfait pour les 6 Heures de Vallelunga. Pour Wolfgang Kaufmann, l'écart de vitesse entre les différentes voitures engagées ne permet pas d'avoir un niveau de sécurité suffisamment élevé : « Vallelunga est un circuit très rapide avec certaines sections en aveugle. J’avais vraiment très hâte de faire Cette course à Vallelunga avec Giovanni, après tout, nous y avons décroché la pôle et gagné notre classe en 2008. Cette année, nous voulions la victoire au général, et la Scuderia Lavaggi a travaillé très dur pour cela. Giovanni et son équipe le méritaient tant. Ils consacrent tant d’efforts et d’énergie à ce projet. Mais la différence de vitesse entre un prototype LMP1 et une voiture de tourisme est très importante. Ces concurrents beaucoup plus lents constituent un risque énorme pour la sécurité, ce qui a poussé la Scuderia Lavaggi à se retirer de la liste des inscrits ».